# 可换镜头相机
可换镜头相机，泛指一切镜头可以更换的照相机。此类照相机一般采用焦平面快门。
其优点是镜头具有通用性。对于数码相机，由于传感器技术进步非常快，可以保护镜头投资，即机身过时了，镜头还可以应用于新一代感光元件的照相机上。对于底片相机，一台机身可以使用多个镜头，可以节约机身的制造成本。
而缺点則由于采用焦平面快门，整个画幅实际上不可能同时曝光。另外，对于底片相机，由于每张画面都要更换底片，不用考虑更换镜头时对底片造成污染，对于数码相机，由于感光元件不可更换，每次更换镜头時會對感光元件造成污染，影響成像品質。雖然相機內建除塵機制，但污染会不断叠加，很难消除，最後只能送到維修相機的地方處理。